# Юлия Тимошенко
Юлия Володимиривна Тимошенко (на украински: Юлія Володимирівна Тимошéнко) (р. 27 ноември 1960) е украински политик и министър-председател на Украйна от 24 януари до 8 септември 2005 и за втори път от 18 декември 2007 до 4 март 2010 г. Лидер е на партията Всеукраинско обединение „Отечество“ и Блок „Юлия Тимошенко“.
Преди да стане първата жена министър-председател на Украйна, Тимошенко е един от ключовите лидери на Оранжевата революция. В този период някои западни медии я определят като „Жана Д'Арк на революцията“.
На 28 юли 2005 г. списание Форбс я нарича, вече като министър-председател, третата най-влиятелна жена в света след Кондолиза Райс и Ву Йе.
Преди политическата си кариера Юлия Тимошенко е успешна бизнесдама в търговията с горива. Тя е кандидат за президент на Украйна през 2010 г.; губи на изборите от Виктор Янукович.

## Произход
Юлия Тимошенко е родена на 27 ноември 1960 г. в Днепропетровск, Украйна (тогава част от Съветския съюз). Майка ѝ е Людмила Николаевна Телегина, която е родена на 11 август 1937 г. в Днепропетровск. Баща ѝ Владимир Абрамович Григан е роден на 3 декември 1937 г. в Днепропетровск и според неговия съветски паспорт е латвиец. Владимир напуска семейството, когато Юлия е на три години. Тимошенко наследява името на майка си „Телегина“ – преди да се дипломира през 1977 г. През 1979 г. Юлия Тимошенко се омъжва за Александър Тимошенко, който е син на обикновен съветски чиновник. През 1980 г. се ражда дъщеря им Евгения.

## Образование
Юлия Тимошенко завършва гимназия през 1977 г. (в училище № 37 в Днепропетровск).
През 1978 г. Тимошенко следва в минния департамент на Днепропетровския минен институт. През 1979 г. се прехвърля в Икономическия департамент на Днепропетровския държавен университет със специалност „Кибернетично инженерство“. През 1984 г. Юлия Тимошенко се дипломира в същия университет с отличие (червена диплома) като инженер-икономист.
През 1999 г. защитава докторската си дисертация в Националния икономически университет в Киев.

## Бизнес кариера
След като се дипломира от Днепропетровския държавен университет през 1984 г. Тимошенко работи като инженер-икономист в „Днепър машиностроене“ в Днепропетровск (фабрично/заводско направени ракети) до 1988 г.
През 1988 г., като част от инициативите по време на перестройката – Юлия и Александър Тимошенко вземат назаем 5000 съветски рубли, и откриват кооперация/кооператовно заемно видео срещу заплащане; вероятно с помощта на бащата на Александър Генадий Тимошенко, който председателствал по това време (в съвета на провинцията) мрежа от дистрибуция на филми от региона.
От 1989 г. до 1991 г. Юлия и Александър Тимошенко – основават и ръководят видеотека „Терминал“ в Днепропетровск (която се разраства и става доста успешна), а впоследствие я приватизират.
През 1991 г. Тимошенко открива (съвместно със съпруга си Александър, както и с Генадий Тимошенко и Александър Граветц) „Украинската петролна корпорация“, дружество, което снабдява селскостопанската индустрия на Днепропетровск с гориво от 1991 г. до 1995 г. Тимошенко работи като генерален директор. От 1995 г. до 1997 г. Тимошенко е президент на „Обединени енергийни системи на Украйна“, частна посредническа компания, която се превръща в основен вносител на руски природен газ за Украйна през 1996 г. По това време тя е наричана „газова принцеса“, като е обвинявана, че препродава огромни количества откраднат газ и избягва данъчното облагане на тези сделки. През този период Тимошенко е въвлечена в бизнес отношения (или сътруднически, или враждебни) с много важни фигури в Украйна. Такива са Павло Лазаренко, Виктор Пинчук, Игор Коломойски, Ринат Ахметов и Леонид Кучма, който по това време е президент на Украйна. Всички те, с изключение на Ахметов, са също като Тимошенко, от Днепропетровск. Тимошенко е тясно свързана и с управлението на руската корпорация „Газпром“.
Твърди се, че Юлия Тимошенко е придобила особено богатство в периода между 1990 и 1998 година. Това е периодът на приватизация (който историците описват като период, пълен с корупция и лошо управление), през който тя се превръща в един от най-богатите олигарси в Украйна.
През януари 2010 г. тя заявява, че в Днепропетровск не ѝ се е налагало да говори на украински, докато не навършила 36 години.

## Политическа кариера

### Ранна кариера
Юлия Тимошенко влиза в политиката през 1996 г. и е избрана за член на Върховната Рада (украинския парламент) от Кировоградска област, като печели рекордните 92,3% от гласовете в своя избирателен район. В парламента тя се присъединява към фракцията „Конституционен център“.
В края на ноември 1997 г. Главната прокуратура на Украйна иска от Върховната Рада да свали парламентарния имунитет на Тимошенко по обвинения, че тя се е опитала незаконно да прехвърли 26 хиляди долара от Украйна в Москва през 1995 г. В края на 1997 г. Тимошенко призовава за предсрочно провеждане на следващите президентски избори в Украйна (не през 1999-а, а през есента на 1998 година).
Тимошенко е преизбрана през 1998 г. под номер 6 от партийната листа на партия „Хромада“. Тимошенко е водеща фигура в партията, и става председател на бюджетната комисия на Върховната Рада. След като лидерът на „Хромада“ Павло Лазаренко бяга в САЩ през пролетта на 1999 г., за да избегне разследване за злоупотреби, някои членове на партията се присъединяват към друга парламентарна партия, като между тях е и Тимошенко, която създава Украинския съюз „Отечество“.

### Заместник министър-председател
От края на декември 1999 г. до януари 2001 г. Тимошенко е заместник министър-председател, отговарящ за енергийната политика в правителството на Виктор Юшченко. Официално напуска парламента на 2 март 2000 г. Като заместник енергиен министър, тя на практика прекратява много корупционни сделки в енергийния сектор. По време на нейното управление, приходите на Украйна от електроенергийната промишленост се увеличават с няколко хиляди процента. Спира разплащанията в брой, изисквани от промишлените клиенти на пазара на електроенергия. Тя също така улеснява дейността на много организации, като премахва пречките пред упражняването на тяхната власт. Нейните реформи постигат успех, като правителството получава достатъчно средства да плаща на държавните служители и да повишава заплатите. Тимошенко е уволнена от президента Леонид Кучма през януари 2001 г. след възникването на конфликт с олигарси в индустрията. Скоро след своето уволнение Тимошенко поема ръководството на „Комитета за национално спасение“ и започва активна дейност в т.нар. протести „Украйна без Кучма“.
В средата на февруари 2001 г., Тимошенко е арестувана по обвинения в подправяне на документи и митническа контрабанда на газ между 1995 и 1997 г. (като президент на „Обединени енергийни системи на Украйна“), но няколко седмици по-късно е освободена. Нейните политически поддръжници организират няколко протестни шествия близо до затвора, където е била под стража. Според Тимошенко, обвиненията са изфабрикувани от режима на Кучма и по искане на олигарсите, застрашени от нейните усилия за изкореняване на корупцията и осъществяване на пазарни реформи. Въпреки че обвиненията са премахнати, Москва поддържа заповед за арест на Тимошенко, в случай че влезе в територията на Русия, до уволнението ѝ като министър-председател четири години по-късно.
Освен това съпругът на Тимошенко, Александър, прекарва две години в нелегалност, за да избегне затвор по обвинения, за които двамата казват, че са неоснователни и политически мотивирани от бившата администрация на Кучма.

### Избори 2002
След като обвиненията са оттеглени, тя възстановява позициите си сред лидерите на масовата кампания срещу президента Кучма за предполагаемата му роля в убийството на журналиста Георгий Гонгадзе. В тази кампания Тимошенко става известна като страстен революционен лидер. Пример за това е телевизионно предаване, в което счупва прозорците на затвор по време на митинг. По онова време Тимошенко иска да организира национален референдум за отстраняването на президента Кучма.
На 9 февруари 2001 г. Тимошенко основава „Блок на Юлия Тимошенко“ (Комитетът за национално спасение се включва в него), който представлява политически блок, получил 7,2% от гласовете на парламентарните избори през 2002 г. Тя е ръководител на политическата партия „Баткившчина“ („Отечество“) от началото на нейното създаване през 1999 г.
На 11 август 2001 г. цивилни и военни прокурори в Русия завеждат ново наказателно дело срещу Тимошенко, обвинявайки я в подкуп. На 27 декември 2005 г. руски прокурори отхвърлят тези обвинения. Руски прокурори отменят и заповедта за арест, когато тя е избрана за министър-председател, но след това я възстановяват, след като тя е свалена през септември 2005 г. Прокурорите я отменят отново, когато тя отива в Москва за разпит на 25 септември 2005 г. По време на първите си седем месеца като министър-председател (първото правителство на Тимошенко) тя не посещава Русия нито веднъж.
През януари 2002 г. Тимошенко претърпява необяснима автомобилна катастрофа, в която оцелява с леки наранявания – епизод, който някои смятат, че е бил опит за преврат на правителството.

### Оранжева революция
През лятото на 2001 г. Тимошенко и Виктор Юшченко обявяват създаването на широк опозиционен съюз срещу тогавашния президент Леонид Кучма за участие в изборите за президент през 2004 г.
В края на 2002 г. Тимошенко, Александър Мороз (Социалистическа партия на Украйна), Петро Симоненко (Комунистическата партия на Украйна) и Виктор Юшченко („Наша Украйна“) излизат с общо становище, касаещо „началото на държавна революция в Украйна“. По време на президентските избори в Украйна през 2004 г. комунистическата партия излиза от съюза, но другите партии остават единни. (until July 2006).
На 2 юли 2004 г. „Наша Украйна“ и Блокът на Юлия Тимошенко основават коалция „Силата на народа“, чиято цел е да спре „разрушителния процес, който е станал присъща черта за Украйна по вина на властите“. Пактът включва и обещание на Виктор Юшченко да назначи Тимошенко за министър-председател, ако той спечели президентските избори през октомври. Тимошенко провежда кампания в полза на Юшченко, който открито призовава за протест на 21 ноември 2004 г., след разпространяването на твърдения за изборни измами. На 22 ноември 2004 г. избухват масови простести в разлчни градове на Украйна, като най-големият, на централния площад в Киев, наречен Майдан Незалежности, привлича около 500 000 участници. Тези протести стават известни като Оранжевата революция. По време на протестите с поредица от речи на площада в Киев Тимошенко поддържа силата на уличните протести. След отмяната на официалната победа на Виктор Янукович и повторение на втория кръг на изборите за президент е избран Виктор Юшченко.

### След Оранжевата революция
На 24 януари 2005 г. Тимошенко е назначена за министър-председател на Украйна под президентството на Юшченко. На 4 февруари кабинетът на Тимошенко е приет от парламента с мнозинство от 373 гласа (при необходими 226). На 28 юли списание „Форбс“ я назовава за третата най-влиятелна жена в света, след Кондолиза Райс и Ву Йе. Въпреки това, в класацията на списанието, публикувана на 1 септември 2006 г., Тимошенко не е включена в топ 100.
Няколко месеца след началото на нейното управление, вътрешни сблъсъци в следреволюционната коалция започват да нанасят вреди на нейната администрация. На 8 септември, след оставката на няколко висши лица, между които директора на Съвета за сигурност и отбрана Петро Порошенко и заместник министър-председателя Микола Томенко, правителството на Юлия Тимошенко е разпуснато от президента Виктор Юшченко, по време на телевизионен адрес към нацията. На премиерския пост се качва Юрий Ехануров, а президентът Юшченко започва да недоволства от работата на Тимошенко като глава на кабинета, изказвайки предположения, че нейното управление е довело до икономическо забавяне и политически сблъсъци в управляващата коалиция.

### Парламентарни избори 2007
След балотажа на парламентарните избори, проведени на 30 септември 2007 г., партиите от Оранжевата революция заявяват, че са спечелили достатъчно гласове, за да сформират управляваща коалция. На 3 октомври 2007 г. предпоследно преброяване дава на съюза на Тимошенко и президента Юшченко малка преднина пред опозиционната партия на министър-председателя Янукович. Въпреки че Янукович, чиято партия печели най-големия дял от гласовете, също обявява победа, един от неговите коалиционни партньори, Социалистическата партия на Украйна, не успява да получи достатъчно гласове, за да задържи места в парламента.
На 15 октомври 2007 г., „Наша Украйна – Народния съюз за самозащита“, която е свързана с президента Юшченко и Блокът на Юлия Тимошенко се споразумяват да сформират коалиция на мнозинството в новия парламент на шестото събрание. На 29 ноември коалицията е факт. И двете партии са свързани с Оранжевата революция. На 18 декември Тимошенко отново е избрана за министър-председател, подкрепена от 226 депутати (минималният брой, необходим за одобрение) и оглавява второто правителство на Тимошенко.

### Министър-председател (2007 – 2010)
Коалицията от Блока на Юлия Тимошенко и „Наша Украйна – Народен блок за самозащита“ на Юшченко бива застрашена поради различия относно войната между Русия и Грузия през 2008 г. Юлия Тимошенко е против осъждането на Русия от страна на Юшченко и предпочита да не се намесва по този въпрос. Кабинетът на Юшченко я обвинява, че заема по-мека позиция с цел да получи подкрепа от Русия за изборите през 2010 г. Заместник шефът на секретариата на президента Андрей Кислинский стига дори дотам да я обвинява в „държавна измяна“. Според Блока на Юлия Тимошенко, Виктор Балоха (шефът на секретариата на президента), отправял постоянни нападки към нея, обвинявайки я във всичко – от това, че не е достатъчно вярваща, до това, че вреди на икономиката; че се е опитвала да го убие, а по-късно – дори че е „предала“ Грузия.
По време на своя мандат Блокът на Юлия Тимошенко, заедно с Комунистическата партия на Украйна и Партията на регионите, гласуват закон, който улеснява процедурата за сваляне от пост на бъдещите президенти и в същото време намалява тахната власт, докато увеличава тази на министър-председателя. „Наша Украйна“ се оттегля от коалицията с Тимошенко и обещава да наложи вето върху този закон, и заплашва, че ще насрочи избори, ако не се създаде нова коалиция. Този раздор води до политическа криза в Украйна през 2008 г., която кулминира с обявяването на нови предсрочни парламентарни избори от страна на Юшченко на 8 октомври 2008 г.
Тимошенко остро се противопоставя на внезапните избори, като казва: „Нито един политик не би хвърлил Украйна в такива внезапни избори в такова важно време. Но ако Юшченко и Янукович, които са идеолози на внезапните избори, хвърлят страната в такива избори, то тогава те ще носят отговорност за всички последствия на световната финансова криза в Украйна“. Изборите първоначално са определени да се състоят на 7 декември 2008 г., но по-късно са отложени за неопределена дата. Тимошенко няма никакво намерение да подаде оставка, докато не се сформира нова коалиция.
В началото на 2008 г. се провеждат преговори между Блока на Юлия Тимошенко и Партията на регионите за формирането на коалиция, но след като Владимир Литвин бива избран за Председател на Върховната Рада на 9 декември 2008 г., той обявява създаванаето на коалиция между неговия Блок на Литвин, Блока на Тимошенко и „Наша Украйна – Народен блок за самозащита“. След преговорите и трите партии официално подписват споразумение за коалиция на 16 декември. Не е било сигурно дали тази коалиция ще спре предсрочните избори, въпреки че Владимир Литвин предрича, че Върховната Рада ще работи поне до 2012 г.

## Политически позиции
Тимошенко иска страната ѝ да стане член на Европейския съюз, но в същото време е загрижена да не предизвика враждебността на Русия. „Опитвам се да защитя нашите интереси, така че да можем да намерим баланс във взаимоотношенията ни както с Европейския съюз, така и с Русия“. Тимошенко подкрепя идеята Украйна да се присъедини към НАТО, като заявява, че ще бъде „неудобно“ за Украйна да остане „извън всички съществуващи системи за сигурност“. Но според нея въпросът за присъединяването на Украйна към някоя от системите за колективна сигурност трябва да бъде „решен единствено чрез всенародно допитване“. Тимошенко се обявява и за близки отношения с Европейския съюз, включително и за създаването на зона за свободна търговия между Украйна и ЕС, а по-късно и пълноправно членство, за предпочитане през 2015 г. Според нея „Европейският проект не е завършен все още. Не е завършен, защото Украйна не е пълноправен член в него“. Тя е против външното вмешателство във вътрешните работи на Украйна: „Осъществяването на суверенните права на Украйна, изграждането на съвременна политическа народност не могат да бъдат приети като политика, насочена срещу някого“. Тимошенко наистина не иска да продължава договора за даване под наем на бази на руския черноморски военен флот, защото „конституцията на Украйна красноречиво поставя условие да не се допускат чуждестранни военни бази на територията на Украйна и тази конституционна клауза е основа за сигурността на държавата“.
Тимошенко се противопоставя на приемането на руския език за втори официален език в страната и не вярва, че в днешна Украйна правата на рускоговорещите хора са нарушени. Относно своята позиция към украинския език тя заявява, „че днес аз мисля и живея за украинския... и обстоятелството, че знам много добре руски, не е тайна за вас... всички вие знаете, че съм отгледана в рускоговорещата област Днипропетровск, но веднага щом влязох в управлението на страната, аз с всички сили се стремя да говоря на украински“.
Първото правителство на Тимошенко замисля да национализира отново 3000 фирми, но кабинетът се разпуска преди това да се осъществи. Тимошенко смята, че украинското стопанство е прекалено монополизирано. Някои украински политици и учени я описват политически като държавен социалист. Тя е против приватизацията на газовата транспортна система в Украйна и описва възстановяването на украинската икономика след украинската финансова криза през 2008 – 2009 г. като едно от своите постижения. Второто правителство на Тимошенко похарчва 1.6 милиарда украински гривни за развитието на въглищните мини.
Тимошенко иска да увеличи растежа на общественото благосъстояние като изравни заплатите в стопанската и обществената сфера и през ноември 2009 г. се зарича до две години да приведе в ред украинските болници и здравеопазване както и да намали данъците на фермерите. Други стопански начинания включват обезщетяване на вложителите, изгубили своите спестявания по време на съветските времена, надзор над цените на храните и лекарствата, така че да се намали инфлацията, призиви за преразглеждане на неясните приватизации и високите обществени разходи. Освен това, Тимошенко иска да съкрати с една трета броя на данъците, да опрости системата, да намали данъка добавена стойност и да предложи данъчни облекчения на вносителите на нови технологии, както и на бедните области, за да увеличи инвестициите. През декември 2009 г. второто правителство на Тимошенко предлага създаването на независими антикорупционни бюра в Украйна.
Юлия Тимошенко вярва, че Украйна може да придобие енергийна сигурност чрез развитието и изграждането на повече ядрени електроцентрали и иска да ускори сондирането за петрол и природен газ в черноморския шелф.
Тимошенко е за премахване на имунитета на представителите във Върховната Рада. Тя смята, че за Украйна е по-добре да има пропорционална избирателна система и гласуване с отворени избирателни списъци и иска да преобразува начина на създаване на държавните изпълнителни органи. Тя се обявява и в полза на това парламентарната опозиция да има „истински средства за влияние върху властите“, настоява за реформи в украинската съдебна система, както и за децентрализация на изпълнителната власт. Тимошенко иска украинците „да живеят под диктатурата на конституцията и закона“. През лятото на 2009 г. Тимошенко твърди, че се е опитала да обедини различните политически партии, за да променят конституцията и Украйна да приеме управление чрез Народно събрание.
През ноември 2009 г. Тимошенко нарича Украйна „абсолютно неуправляема страна“, което се дължи на промените в конституцията на Украйна като част от политическия компромис между действащите власти (бившият президент Кучма) и опозицията по време на Оранжевата революция (Тимошенко твърди, че тези реформи са „непълни“ и Блокът на Юлия Тимошенко гласува против тях през декември 2004 г.). През януари 2010 г. Тимошенко призова за спешни промени в конституцията на Украйна чрез мнозинство във Върховната Рада след провеждане на социологическо изследване или допитване до гражданите. През април 2011 г. тя все още смята, че конституцията „не работи“.
През декември 2010 г. Тимошенко заявява, че може да се кандидатира за президент през 2015 г., но това също зависи и от нейното семейство.
През февруари 2011 г. Тимошенко заявява, че „безуспешният опит на Виктор Янукович за измама при изборите, който ускори Оранжевата революция, трябва да послужи като повод за забрана той да се кандидатира в бъдещи избори." Тя смята, че „изграждането на истинско гражданско общество“ е най-добрият начин да се помогне за развитието на демокрацията.

## Процес и присъда
От 2010 г. срещу Юлия Тимошенко текат съдебни разследвания и на 5 август 2011 г. тя е арестувана, а на 11 октомври 2011 г. – осъдена на 7 години затвор по дело за превишаване на власт и служебни пълномощия, по време на сключването на договорите с Русия за доставка на газ през януари 2009 г. Датският Хелзинкски комитет, наблюдаващ съдебния процес, прави извод, че процесът е политически мотивиран и че има груби нарушения на Европейската конвенция за защита правата на човека. В периода 2010 – 2013 Европарламентът приема шест резолюции, в които преследването на Тимошенко и на десетки нейни съратници се нарича „политически мотивирано избирателно правосъдие“. Аналогични оценки има в заявления на ОССЕ, ПАСЕ, правителствата на много страни, САЩ, Канада, Русия, и международни правозащитни организации. В периода 2011 – 2013 освобождението на Тимошенко и прекратяване на „политически мотивираното правосъдие“ в Украйна става едно от главните условия за подписване на договор за асоцииране с Евросъюза.
В края на 2011 г. Тимошенко е преместена да изтърпи наказанието си в Качановската поправителна колония № 54 в Харков. От май 2012 г. тя се намира под охрана в Харковската централна болница № 5 поради заболяване на гръбначния стълб.
От стъпването си в затвора Ю. Тимошенко на три пъти обявява гладни стачки: в знак на протест срещу политическите репресии и физически посегателства срещу нея в колонията през април 2012 г., срещу фалшификациите на парламентарните избори през 2012 г. и в знак на солидарност с протестиращите срещу отказа на президента Янукович и неговото правителство от евроинтеграцията.
На 22 февруари 2014 г. Върховната Рада освобождава Тимошенко с постановление „За изпълнение на международните задължения на Украйна за освобождаване на Юлия Тимошенко“.